# Draculo pogognathus
Draculo pogognathus es una especie de peces de la familia Callionymidae en el orden de los Perciformes.

## Morfología
• Los machos pueden llegar alcanzar los 2,5 cm de longitud total.

## Hábitat
Es un pez de mar y de clima tropical y demersal que vive entre 1-4 m de profundidad.

## Distribución geográfica
Se encuentran en las Islas Hawái.

## Observaciones
Es inofensivo para los humanos